# Реки в Казахстан
На територията на Казахстан протичат над 85 000 големи и малки реки. По-голямата част от тях принадлежат към басейна на Северния ледовит океан и вътрешния безотточен басейн, който включва Каспийско и Аралско море, езерата Балхаш и Тенгиз. Към него спадат също така и реки, които се вливат в малки езера, такива, които се губят в пясъците, както и временните водни потоци. Около 7000 от тези реки са по-дълги от 10 км. Дължината на 7 от тях обаче надминава 1000 км – Иртиш (Ертыс), Ишим (Есиль), Тобол, Урал, Сърдаря, Или и Шу (Чу).
Вододелът между двата басейна минава по билото на планинската система на Саур-Тарбагатай, Казахската хълмиста земя (Саръарка), през Тургайското плато и достига до планината Южен Урал.
Реките, които текат към Северния ледовит океан се характеризират с постоянно на речно течение. Към тях се отнася Иртиш с притоците си Ишим и Тобол, която се влива в Карско море, част от Северния ледовит океан.
Басейнът на Каспийско море обхваща реките в западната част на Казахстан – Урал, Емба, Сагъз, Уил, Малък и Голям Узен и техните притоци. Към басейна на Аралско море спадат реките от южната и централна част на страната. Всички те протичат през пустинни и полупустинни зони, поради което речната мрежа е рядка. По-големи реки в този басейн са Сърдаря с притока си Арис, Чу (Шу), Саръсу, Тургай, Иргиз, Талас. Всички те вече не достигат до Аралско море, а водите им се губят в пясъците. Към Балхаш-Алаколския басейн се отнасят реките от югоизточната част на Казахстан. По-големите от тях са Каратал, Лепсъ, Аксу, Или, Тентек и други.

## Основни речни басейни
Територията на страната условно се разделя на 8 водно-стопански басейна – Арало-Сърдарински, Балхаш-Алаколски, Иртишки, Урало-Каспийски, Ишимски, Нура-Саръсуски, Чу-Таласки и Тобол-Тургайски.
Арало-Сърдарински басейн – заема площ от около 345 хил.km² и включва две административни области – Туркестанска и Къзълординска. Основна река в нея е Сърдаря, която води началото си извън Казахстан, от Ферганската долина. Най-големи нейни притоци на територията на страната, пряко или косвено, са Келес, Арис, Бадам, Боралдай и Бугун.
Балхаш-Алаколски басейн – заема обширна територия в Югоизточен Казахстан и част от Китай. Общата му площ е 413 хил.km², от които в Казахстан попадат 353 хил.km². Казахстанската част включва териториите на Алматинска област и части от Жамбълска, Карагандинска и Източноказахстанска области. Най-големият град е Алмати.
Иртишки басейн – най-обезпеченият с водни ресурси басейн. Включва река Иртиш и нейни преки и косвени притоци. Това е най-голямата река в Казахстан, чийто дебит при излизането ѝ от страната, на границата с Русия, е около 840 m³/s. По реката, на територията на Казахстан, са изградени три големи язовира – Бухтармински, Уст-Каменогорски и Шулбински.
Урало-Каспийски басейн – обхваща част от територията на Руската федерация и Западноказахстанска, Атърауска и част от Актобенска област в Казахстан. Заема площ от 415 хил.km² в пределите на Казахстан и включва част от водосборния басейн на река Урал (236 000 хил.km², Волго-Уралското (107 хил.km²) и Урало-Ембинското междуречия (72 хил.km²).
Ишимски басейн – един от най-слабо обезпечените с воден фонд басейни, който се равнява на 5,34 km³. По-голямата част от него е съсредоточена в езерата. В Казахстан обхваща Акмолинска и Североказахстанска област. Основна водна артерия е река Ишим с притоците си от Кокшетауското възвишение на север, и планината Улутау на юг. Най-значителните от тях са Колутон, Жабай, Терсакан, Акан-Бурлък и Иман-Бурлък.
Нура-Саръсуски басейн – включва бассейните на реките Нура и Саръсу, както и езерата Тенгиз и Карасор. Басейнът е още по-слабо обезпечен с воден фонд от Ишимския – с общ фонд 4,59 km³. За неговото повишаване е построен каналът Иртиш-Караганда (днес канал Канъш Сатбаев). Най-голямата река в басейна е Нура. Най-големите ѝ притоци са Шерубайнура, Улкенкундъздъ и Акбастау. Главните притоци на Саръсу са Кара-Кенгир и Кенсаз. 
Шу-Таласки басейн (Чу-Таласки) – територията на басейна заема площ от 64,3 хил.km², включително частта попадаща в Киргизстан. През него протичат реките Чу (Шу), Талас и Аса. Водният му фонд е 6,11 km³. Основната част попада в пустинни и полупустинни зони, а 14% от нея се заемат от разклоненията на планината Тяншан. На територията му, освен големите реки, текат и 204 малки: в басейна на Шу – 140, в този на Талас – 20 и на река Аса – 64.
Тобол-Тургайски басейн – най-бедният на водни ресурси басейн, с воден фонд 2,9 km³. Общата му площ е 214 хил.km². Състои се от басейните на реките Тобол, Тургай и Иргиз. Количеството вода през отделните години силно се колебае – редуват се пълноводие и маловодие. Тобол е типично степна река, маловодна в пределите на Казахстан, а естественият ѝ режим е променен от 8 язовира.

## Характеристика на речната мрежа
Една от особеностите на реките в Казахстан е различна възраст на речните им системи. Долините на реките в равнинните части са по-стари, намират се в късен етап от развитието си, поради което те са добре развити и широки. Ерозията в дълбочина е слаба, а страничната – силна. От своя страна планинските реки са по-млади и преминават през ранен етап от развитието си. Имат тесни и дълбоки корита с голям наклон. Характеризират се със силна дълбочинна и незначителна странична ерозия.
Друга особеност на речната мрежа е неравномерното ѝ разпределение по територията на страната. В равнинните и предпланински части гъстотата намалява от север на юг. Горско-степните и степни зони, където падат повече валежи, са богати на реки. Плътността на речната мрежа в северната част на Казахстан на всеки 100 km², е средно 4 – 6 km, в централната полупустинна зона – 2 – 4 km, а в южната пустинна зона – 0,5 km.
Средният многогодишен отток на най-големите реки, например на Иртиш е 960 m³/s, а на Сърдаря – 730 m³/s. Водният отток се равнява на обема на водата, протичаща през напречното ѝ сечение за единица време и се измерва в m³/s. Годишният отток на Иртиш, т.е. водният поток за годината, е 28 млрд. m³. Този показател определя ресурсите на повърхностните води. На територията на Казахстан оттокът е неравномерно разпределен и е средно 59 km³.

## Подхранване
Реките в Казахстан се подхранват от дъждовете, топенето на снеговете и ледовете и от подпочвените води. В равнинната част те се делят на два типа – снежно-дъждовни и преобладаващо снежни.
Главните реки от снежно-дъждовния тип Ишим и Тобол през пролетта излизат от бреговете си и оттокът им в периода април-юли е 50% от общия годишен отток. Първоначално се подхранват от топящите се ледове, а след това – от дъждовете. Най-ниското ниво на водите се отчита през януари, когато са заледени и ползват за основен източник подпочвени води.
Реките от втория тип, с преимуществено снежно подхранване, получават своя максимум през пролетта, когато се отчита 85 – 95% от годишния отток. Към тях спадат такива реки като Урал и протичащите през пустинните и полупустинни зони Нура, Сагъз, Емба, Тургай и Саръсу. Тъй като техен основен източник е топенето на стеговете, нивото на водата рязко се повишава през първата половина на пролетта. Например при река Нура, за този кратък период от време, преминава 98% от годишния ѝ дебит. Най-ниско ниво тези реки имат през лятото, а някои от тях дори съвсем пресъхват.
Типът на подхранване на реките във високопланинските части на страната е снежно-ледников. Главни представители са Сърдаря, Или, Каратал и Иртиш. Водното ниво при тях е най-високо в края на пролетта. Реките в Алтайските планини през този период излизат от бреговете си и нивото на водата остава високо до средата на лятото, поради неравномерното топене на снега.
Реките в Тяншан и Джунгарски Алатау са пълноводни през пролетта и лятото. Това се обяснява с факта, че те се подхранват основно от топенето на ледниците, което продължава чак до есента. Пролетното снеготопене започва от нископланинските райони, след това, с течение на лятото, то достига среднопланинските и накрая – ледниците във високопланинските зони. Подхранването от дъждовете при тях е незначително – само 5 – 15%, а в предпланините не надминава 20 – 30%.
Равнинните реки, с настъпване на зимата бързо замръзват, поради бавното им течение и маловодието. В края на ноември и началото на декември вече са покрити с лед. Дебелината му достига до 70 – 90 см. През по-студените зими в северните части дебелината на ледения слой може да стигне до 190 см, а в южните – до 110 см. Ледената покривка се запазва от 2 до 4 месеца. Топенето започва в началото на април – на юг, а на север – в края на месеца.

## Мътност
Мътността на водата на една река зависи от количеството носени от нея твърди частици (наноси). Измерва се в грамове вещество в единица воден обем (г/м3). Мътността на равнинните реки в страната е средно 50 – 100 г/м3, като в средното и долно течение се увеличава заради по-бавната им скорост и достига до 200 г/м3. При планинските реки мътността се увеличава надолу по течението, отново заради променената скорост.

## По-големи реки в Казахстан
| Река                          | Обща дължина (km)       | Дължина в Казахстан (km)         | Извор                                                 | Устие                                              |
| ----------------------------- | ----------------------- | -------------------------------- | ----------------------------------------------------- | -------------------------------------------------- |
| Иртиш                         | 4248                    | 1835                             | план. Монголски Алтай                                 | р. Об (ляв)                                        |
| Ишим                          | 2450                    | 1650                             | масив Нияз (Казахска хълмиста земя, КХЗ)              | р. Иртиш (ляв)                                     |
| Урал                          | 2428                    | 1082                             | Южен Урал                                             | Каспийско море                                     |
| Сърдаря                       | 2212                    | 1400                             | Карадаря (л.съст.), Нарин (д.съст.)                   | Малко Аралско море                                 |
| Тобол                         | 1591                    | 800                              | Южен Урал                                             | р. Иртиш (ляв)                                     |
| Или                           | 1439                    | 815                              | Текес (л.съст.), Кунгес (д.съст.)                     | ез. Балхаш                                         |
| Шу (Чу)                       | 1069                    | 800                              | Кочкор (л.съст.), Джуванарък (д.съст.)                | ез. Акжайкън                                       |
| Нура                          | 978                     | 978                              | план. Къзълтас (КХЗ)                                  | ез. Тенгиз                                         |
| Тургай                        | 827                     | 827                              | Кара-Тургай (л.съст.), Жалдама (д.съст.)              | солончака Шалкартениз                              |
| Уил                           | 800 – 761 (непостоянна) | 800                              | Подуралско плато                                      | сол. Актобе                                        |
| Емба                          | 712                     | 712                              | план. Мугоджари                                       | на 5 km от Каспийско море                          |
| Саръсу                        | 671 (780)               | 671 (780)                        | Жаман Саръсу (л.съст.), Жаксъ Сарасу (д.съст.)        | изчезва в пустинята Бетпак Дала                    |
| Талас                         | 661                     | 453                              | Учкошой (л.съст.), Каракол (д.съст.)                  | изчезва в пустинята Мойънкум                       |
| Голям Узен (Кара Узен)        | 650                     | 260                              | възв. Общ Сърт                                        | губи се в пясъците около Камъш-Самарските езера    |
| Малък Узен (Киши Узен)        | 638 – 300 (непостоянна) | 395                              | възв. Общ Сърт                                        | губи се в пясъците около Камъш-Самарските езера    |
| Илек                          | 623                     | 623                              | Караганди (л.съст.), Жарик (д.съст.)                  | р. Урал (ляв)                                      |
| Иргиз                         | 593                     | 593                              | план. Мугоджари                                       | р. Тургай (десен)                                  |
| Сагъз                         | 511                     | 511                              | Подуралско плато                                      | солончака Тентексор                                |
| Шидерти                       | 502                     | 502                              | КХЗ                                                   | ез. Шаганак                                        |
| Аягуз                         | 492                     | 492                              | план. Тарбагатай                                      | ез. Балхаш (само при пълноводие)                   |
| Бурла                         | 489                     |                                  | Голямо Пустинно езеро, Алтайски край, Русия           | ез. Болшой Ажбулат (само при пълноводие)           |
| Уй                            | 462                     |                                  | хр. Уралтау                                           | р. Тобол (ляв)                                     |
| Текес                         | 438                     | 100                              | хр. Терскей Алатау                                    | р. Или (ляв)                                       |
| Чарън                         | 427                     | 427                              | хр. Кетмен                                            | р. Или (ляв)                                       |
| Улъ-Жъланшък                  | 422                     | 422                              | Дулагълъ-Жълъншък (л.съст.), Улкен-Жълъншък (д.съст.) | ез. Аккол                                          |
| Лепсъ (Лепси)                 | 417                     | 417                              | план. Джунгарски Алатау                               | ез. Балхаш                                         |
| Силети                        | 407                     | 407                              | КХЗ                                                   | ез. Силетитениз                                    |
| Каратал                       | 390                     | 390                              | сливането на реките Текелинка, Чажа и Кора            | ез. Балхаш                                         |
| Арис                          | 378                     | 378                              | хр. Таласки Алатау                                    | р. Сърдаря (десен)                                 |
| Убаган                        | 376                     |                                  | ез. Коктал                                            | р. Тобол (ляв)                                     |
| Куланотпес                    | 364                     | 364                              | масив Аймасък (КХЗ)                                   | ез. Тенгиз                                         |
| Ашчъсу                        | 349                     | 349                              | хр. Чингизтау (КХЗ)                                   | р. Шаган (десен)                                   |
| Бухтарма                      | 336                     | 336                              | хр. Южен Алтай (Алтай)                                | р. Иртиш (десен)                                   |
| Терсакан                      | 334                     | 334                              | масив Улутау (КХЗ)                                    | р. Ишим (ляв)                                      |
| Ор                            | 332                     |                                  | Шейли (л.съст.), Тересбутак (д.съст.)                 | р. Урал (ляв)                                      |
| Калмаккърълган                | 325                     | 325                              | Белеути (л.съст.), Шолаксан (д.съст.)                 | на 18 km южно от солончака Шубартениз              |
| Аксу                          | 316                     | 316                              | план. Джунгарски Алатау                               | ез. Балхаш                                         |
| Токрау                        | 298                     | 298                              | Егизкойтас (л.съст.), Нурланаща (д.съст.)             | на 28 km северно от ез. Балхаш                     |
| Шаган                         | 295                     | 295                              | хр. Чингизтау (КХЗ)                                   | р. Иртиш (ляв)                                     |
| Кара-Кенгир                   | 295                     | 295                              | масив Улутау (КХЗ)                                    | р. Саръсу (десен)                                  |
| Шънгърлау (Утва)              | 290                     | 290                              | Подуралско плато                                      | р. Урал (ляв)                                      |
| Кара-Тургай                   | 284                     | 284                              | Канъм (л.съст.), Шилик (д.съст.)                      | р. Тургай                                          |
| Шерубайнура                   | 281                     | 281                              | Каркаралински планини (КХЗ)                           | р. Нура (ляв)                                      |
| Уба                           | 278                     | 278                              | Бяла Уба (л.съст.), Черна Уба (д.съст.)               | р. Иртиш (десен)                                   |
| Шаган (Чаган)                 | 264                     |                                  | Малък Шаган (л.съст.), Болшой Шаган (д.съст.)         | р. Урал (десен)                                    |
| Ашчъозек                      | 258                     | 258                              | Прикаспийска низина                                   | ез. Аралсор                                        |
| Аса (Аси)                     | 253                     |                                  | Терс (л.съст.), Куркиреусу (д.съст.)                  | пуст. Мойънкум                                     |
| Емел                          | 250                     | 70                               | Караемел (л.съст.), Саръемел (д.съст.)                | ез. Алакол                                         |
| Чилик (Шелек)                 | 245                     | 245                              | хр. Заилийски Алатау                                  | р. Или (ляв)                                       |
| Келес                         | 241                     |                                  | Каржансай (л.съст.), Къзълатасай (д.съст.)            | р. Сърдаря (десен)                                 |
| Баканас                       | 240                     | 240                              | хр. Чингизтау (КХЗ)                                   | губи се в пясъците на Балхаш-Алаколската котловина |
| Акан-Бурлък (Акан-Бурлук)     | 240 или 176             | 240                              | Кокшетауско възвишение (КХЗ)                          | р. Ишим (десен)                                    |
| Байконър                      | 235                     | 235                              | Курамбай (л.съст.), Актас (д.съст.)                   | солончак Шубартениз                                |
| Шагалалъ                      | 234                     | 234                              | възв. Акчеку (КХЗ)                                    | ез. Шагалалътениз                                  |
| Шар (Чар)                     | 230                     | 230                              | Иляман (л.съст.), Айкашор (д.съст.)                   | р. Иртиш (ляв)                                     |
| Хобда                         | 225                     | 225                              | Саръхобда (л.съст.), Карахобда (д.съст.)              | р. Илек (ляв)                                      |
| Колутон                       | 223                     | 223                              | Макинско възвишение (КХЗ)                             | р. Ишим (десен)                                    |
| Жънгълдъозек                  | 222                     | 222                              | солончак Шубартениз                                   | солончак Шалкартениз                               |
| Аршалъ                        | 220                     | 220                              | ез. Айдабул                                           | р. Колутон (десен)                                 |
| Курчум                        | 210                     | 210                              | Курчумски хребет (Алтай)                              | р. Иртиш (десен)                                   |
| Урджар                        | 206                     | 206                              | план. Тарбагатай                                      | ез. Алакол                                         |
| Коксу                         | 205                     | 205                              | план. Джунгарски Алатау                               | р. Каратал (ляв)                                   |
| Тентек                        | 200                     | 200                              | план. Джунгарски Алатау                               | ез. Сасъккол                                       |
| Жабай                         | 196 ?                   | 196                              | Малинова планина (КХЗ)                                | р. Ишим (десен)                                    |
| Булдъртъ                      | 195                     | 195                              | сливането на Бълкълдаган и Жосалъ                     | езерото Жалтъркол                                  |
| Хоргос                        | 180                     | 160 – гранична, 20 – в Казахстан | план. Джунгарски Алатау                               | р. Или (десен)                                     |
| Шет-Иргиз                     | 178                     | 178                              | Жалгъзтау                                             | р. Иргиз                                           |
| Атасу                         | 177                     | 177                              | Къзълту – Узънжал                                     | р. Саръсу                                          |
| Биже                          | 177                     | 177                              | сливането на Когалъ и Байтерек                        | р. Каратал (ляв)                                   |
| Иман-Бурлук                   | 177                     | 177                              | ез. Имантау                                           | р. Ишим (десен)                                    |
| Каскелен                      | 177                     | 177                              | хр. Заилийски Алатау                                  | р. Или (ляв)                                       |
| Баксук                        | 171                     | 171                              | сливането на Кайрактъ и Жолболдъ                      | р. Колутон (десен)                                 |
| Усек                          | 164                     | 164                              | план. Джунгарски Алатау                               | р. Или (десен)                                     |
| Бугун                         | 164                     | 164                              | сливането на Улкен-Бугун и Бала-Бугун                 | езерото Кумкол                                     |
| Саръозен                      | 164                     | 164                              | Саръадър                                              | ез. Саръкопа                                       |
| Копа                          | 163                     | 163                              | Жетъкол                                               | р. Кура                                            |
| Жарлъ                         | 156                     | 156                              | Дуактас                                               | ез. Саумалкол                                      |
| Желкуар                       | 152                     |                                  | 14 км северно от Сосновка                             | р. Тобол (ляв)                                     |
| Ашчиагар                      | 150                     | 150                              | Каратау                                               | изчезва в депресията Карагие                       |
| Камъстъаят                    | 145                     |                                  | северно от Могутовски                                 | река Аршаглъ-Аят                                   |
| Саръ-Кенгир                   | 143                     | 143                              | Жаксъарганатъ                                         | р. Кара-Кенгир (ляв)                               |
| Кауължър (Анкатъ)             | 142                     | 142                              | Подуралско плато                                      | ез. Шалкар                                         |
| Бадам                         | 141                     | 141                              | хр. Каржантау (Тяншан)                                | р. Арис (ляв)                                      |
| Шаян                          | 138                     | 138                              | хр. Каратау (Тяншан)                                  | Аръс-Туркестански канал                            |
| Тогузак                       | 131                     |                                  | сливането на Горен и Среден Тогузак                   | р. Уй (десен)                                      |
| Боралдай (Боролдай)           | 130                     | 130                              | хр. Каратау (Тяншан)                                  | р. Арис (десен)                                    |
| Малая Алматинка (Киши Алмати) | 125                     | 125                              | хр. Заилийски Алатау                                  | р. Каскелен (десен)                                |
| Курти                         | 123                     | 123                              | Чу-Илийски планини                                    | р. Или (ляв)                                       |
| Калжър                        | 120                     | 120                              | ез. Маркакол                                          | р. Иртиш (десен)                                   |
| Жамши                         | 117                     | 117                              | Аккемер                                               | губи се южно от ез. Балхаш                         |
| Талгар                        | 117                     | 117                              | хр. Заилийски Алатау                                  | р. Или (ляв)                                       |
| Аят                           | 117                     | 94                               | сливането на Караталъ-Аят и Арчаглъ-Аят               | р. Тобол (ляв)                                     |
| Малая Хобда                   | 116                     | 116                              | Подуралско плато                                      | р. Хобда (десен)                                   |
| Уртабуртя                     | 115                     |                                  | Подуралско плато                                      | р. Урал (ляв)                                      |
| Каргалъ                       | 114                     | 114                              | сливането на Кокпекти и Куагаш                        | р. Илек (ляв)                                      |
| Каркара                       | 113                     |                                  | хр. Кунгей Алатау                                     | р. Чарън (ляв)                                     |
| Аспара                        | 108                     |                                  | Киргизки хребет (Тяншан)                              | р. Курагат (десен)                                 |
| Карагайлъаят                  | 106                     |                                  | северозападно от село Акмула                          | река Арчаглъ-Аят                                   |
| Жимъкъ                        | 105                     | 105                              |                                                       | губи се североизточно от солончака Шубартениз      |
| Уйдене                        | 102                     | 102                              | хр. Саур                                              | губи се в блатата южно от ез. Зайсан               |